# Ota Kopřiva
Ota Kopřiva (9. ledna 1948 Praha – 1. dubna 1988 tamtéž) byl český dramaturg a kameraman. V závěru svého života (zemřel koncem natáčení televizního filmu Bony a klid) spolupracoval s režisérem Vítem Olmerem. Na dotočné filmu Jako jed, která se konala v košickém hotelu Slovan, vyprávěli jednotliví přítomní, mezi nimiž byl vedle Kopřivy i Zdeněk Svěrák, své zážitky ze školy. Olmer pak Svěráka vyzval, aby napsal scénář k filmu popisujícímu dětství a školu. Ten skutečně vznikl a objevují se v něm také Kopřivovy příhody (například zimní lízání zmrzlého zábradlí). Snímek, ačkoliv byl jeho scénář psán režisérovi Olmerovi a spolu s ním již Svěrák vybíral do filmu vhodné herce, po Olmerově odmítnutí natáčení nakonec režíroval scenáristův syn Jan.

## Dílo
Kopřiva natočil tyto filmy:
- Na pytlácké stezce (1979)
- Buldoci a třešně (1981)
- Hodina života (1981)
- Skleněný dům (1981)
- Od vraždy jenom krok ke lži (1982)
- Evo, vdej se! (1983)
- Všichni mají talent (1984)
- Co je vám, doktore? (1984)
- Jako jed (1985)
- Druhý tah pěšcem (1985)
- Jonáš a Melicharová (1986)
- Antonyho šance (1986)
- Páni Edisoni (1987)
- Bony a klid (1987)